# 사영작용소
선형대수학에서 사영 작용소(射影作用素, 영어: projection operator)는 멱등 선형 변환이다.

## 정의
{\displaystyle V}가 벡터 공간이라고 하자. 선형 변환 {\displaystyle P\colon V\to V}가 {\displaystyle P^{2}=P}를 만족시키면, 이를 사영 작용소라고 한다.

## 분류
유한 차원 벡터 공간의 경우, 사영 작용소들은 벡터 공간의 부분 벡터 공간 및 그 여공간의 쌍과 일대일 대응한다. 임의의 사영 작용소 {\displaystyle P\colon V\to V}가 주어지면, 벡터 공간은 {\displaystyle P}의 상과 핵의 직합으로 나타내어진다. 즉,
{\displaystyle V=P(V)\oplus \ker P}
로 분해할 수 있다.
증명:
우선, 임의의 {\displaystyle a\in V}에 대하여, {\displaystyle Pa\in P(V)}이며, {\displaystyle a-Pa\in \ker P}이므로, {\displaystyle V=P(V)+\ker P}이다.
또한, 만약 {\displaystyle a\in P(V)\cap \ker P}라면, {\displaystyle a=Pb}인 {\displaystyle b\in V}가 존재하며,
{\displaystyle 0=Pa=P^{2}b=Pb=a}
이다. 따라서 {\displaystyle P(V)\cap \ker P=\{0_{V}\}}이다.
이에 따라, 임의의 {\displaystyle a\oplus b\in P(V)\oplus \ker P}에 대하여
{\displaystyle P\colon a\oplus b\mapsto a\oplus 0}
이다.
증명:
만약 {\displaystyle a\in P(V)}라면, {\displaystyle a=Pb}인 {\displaystyle b\in V}가 존재하므로,
{\displaystyle Pa=P^{2}b=Pb=a}
이며, {\displaystyle a}는 {\displaystyle P}의 고정점이다.
즉, {\displaystyle P}는 주어진 벡터를 그 핵 {\displaystyle \ker P\subset V}을 따라 그 상 {\displaystyle P(V)\subset V}에 사영하는 작용소로 생각할 수 있다.

## 성질
사영 작용소의 고윳값은 0 또는 1이다. 그 중복도는 각각 {\displaystyle \dim \ker P}, {\displaystyle \dim P(V)}이다.
사영 작용소 {\displaystyle P}의 행렬 지수 함수는
{\displaystyle \exp P=\sum _{n=0}^{\infty }{\frac {1}{n!}}P^{n}=1+(e-1)P}
이다.
내적 공간 {\displaystyle V}의 사영 작용소 {\displaystyle P\colon V\to V}에 대하여, 다음 세 조건이 서로 동치이다.
- 최소 제곱법을 정의한다. 즉, 임의의 {\displaystyle b\in V} 및 {\displaystyle Pb\neq a\in P(V)}에 대하여, {\displaystyle \Vert b-Pb\Vert <\Vert b-a\Vert }
- {\displaystyle \ker P}는 {\displaystyle P(V)}의 직교 여공간이다. 즉, 임의의 {\displaystyle a,b\in V}에 대하여, {\displaystyle \langle Pa,b-Pb\rangle =0}이다.
- 자기 수반 작용소이다.

## 응용

### 선형 최소 제곱법
내적 공간 {\displaystyle V} 및 벡터 {\displaystyle b\in V} 및 부분 벡터 공간 {\displaystyle W\subset V}이 주어졌다고 하자. 벡터 {\displaystyle Pb\in W}에 대하여, 다음 두 조건이 서로 동치이며, 이를 만족시키는 {\displaystyle Pb}를 {\displaystyle b}의 {\displaystyle W}에 대한 최적 근사(最適近似, 영어: best approximation)라고 한다.
- 임의의 {\displaystyle a\in W}에 대하여, {\displaystyle \Vert b-Pb\Vert \leq \Vert b-a\Vert }
- {\displaystyle b-Pb\in W^{\perp }}

최적 근사는 존재한다면 유일하지만, 일반적으로 존재하지 않는다. 만약 {\displaystyle W}를 상으로 하는 자기 수반 사영 작용소 {\displaystyle P\colon V\to V}가 존재한다면, (이 경우 {\displaystyle P}의 핵은 직교 여공간 {\displaystyle W^{\perp }}이다.) 각 {\displaystyle b}의 {\displaystyle W}를 통한 최적 근사는 {\displaystyle Pb}이다. 특히, {\displaystyle W}가 유한 차원 벡터 공간이라면 이러한 자기 수반 사영 작용소는 항상 존재한다. 연립 일차 방정식의 최소 제곱법은 이에 대한 특수한 경우이다.

## 같이 보기
- 불변 부분 공간
- 대각합